# 시리아 프리미어리그
시리아 프리미어리그 (Syrian Premier League)는 시리아의 최상위 축구 리그로 1966년에 시작되었다. 최다 우승 팀은 군부대팀 알자이시로 17회 우승 기록을 가지고 있다.

## 리그 구조
시리아 프리미어리그는 매 정규시즌이 끝난 후 하위 두 팀인 13, 14위팀은 자동적으로 1부 리그로 강등된다. 1부 리그는 A그룹과 B그룹으로 운영되는데 각각 13팀씩 총 26개 팀이 존재한다. 각 그룹에서 우승한 팀만이 프리미어리그로 승격할 수 있다. 1부 리그에서도 각 그룹의 하위 세팀씩 총 여섯 팀이 강등되는 과정을 겪는다.

## 2024-25시즌 클럽
2024-25시즌은 12개 팀이 되었다.

## 역대 우승 팀
| - 1966-67 : 알이티하드 - 1967-68 : 알이티하드 - 1968-69 : 바라다 - 1969-70 : 바라다 - 1970-71 : 대회 미개최 - 1971-72 : 대회 미개최 - 1972-73 : 알자이시 - 1973-74 : 대회 미개최 - 1974-75 : 알카라마 - 1975-76 : 알자이시 - 1976-77 : 알 이티하드 - 1977-78 : 대회 미개최 - 1978-79 : 알자이시 - 1979-80 : 알쇼르타 - 1980-81 : 대회 미개최 | - 1981-82 : 티슈린 SC - 1982-83 : 알카라마 - 1983-84 : 알카라마 - 1984-85 : 알자이시 - 1985-86 : 알자이시 - 1986-87 : 자블레 SC - 1987-88 : 자블레 SC - 1988-89 : 자블레 SC - 1989-90 : 알푸투와 - 1990-91 : 알푸투와 - 1991-92 : 알호리야 - 1992-93 : 알이티하드 - 1993-94 : 알호리야 - 1994-95 : 알이티하드 - 1995-96 : 알카라마 | - 1996-97 : 티슈린 SC - 1997-98 : 알자이시 - 1998-99 : 알자이시 - 1999-00 : 자블레 SC - 2000-01 : 알자이시 - 2001-02 : 알자이시 - 2002-03 : 알자이시 - 2003-04 : 알와흐다 - 2004-05 : 알이티하드 - 2005-06 : 알카라마 - 2006-07 : 알카라마 - 2007-08 : 알카라마 - 2008-09 : 알카라마 - 2009-10 : 알자이시 - 2010-11 : 시리아 봉기로 인해 중단 - 2011-12 : 알와스바 - 2012-13 : 알자이시 - 2013-14 : 알와흐다 - 2014-15 : 알자이시 - 2015-16 : 알자이시 - 2016-17 : 알자이시 |  |

## 클럽별 우승 횟수
| 클럽       | 우승횟수 |
| ---------- | -------- |
| 알자이시   | 17       |
| 알카라마   | 8        |
| 알이티하드 | 6        |
| 자블레 SC  | 4        |
| 알포투와   | 2        |
| 티슈린 SC  | 2        |
| 바라다     | 2        |
| 알와흐다   | 2        |
| 알와스바   | 1        |